# Body Party
Body Party è un singolo della cantante statunitense Ciara, pubblicato nel 2013 ed estratto dall'album Ciara.
La canzone è stata scritta da Ciara insieme a Future, Mike Will Made It, Pierre Ramon Slaughter, Carlton Mahone e Rodney Terry (Ghost Town DJ's).

## Tracce
- Download digitale

1. Body Party – 3:58

## Video
Il videoclip del brano è stato diretto da Director X e racconta la storia dell'incontro tra Ciara e Future. Il video è stato girato ad Atlanta e vede la partecipazione di Ludacris, Trinidad James, Jazze Pha e altri amici della coppia.
Esso è uscito il 20 aprile 2013.
Il video ha ricevuto la candidatura agli MTV Video Music Awards 2013 nella categoria "miglior coreografia".